# Birger Var
Birger Var (Moss, Østfold, 30 de juny de 1893 - Dinamarca, 22 de març de 1970) va ser un remer noruec que va competir a començaments del segle xx.
El 1920 va prendre part en els Jocs Olímpics d'Anvers, on guanyà la medalla de bronze en la competició del quatre amb timoner del programa de rem, formant equip amb Theodor Klem, Henry Larsen, Per Gulbrandsen i Thoralf Hagen.